# Вентспилсский свободный порт
Вентспилсский свободный порт — глубоководный порт в городе Вентспилсе (Латвия), на восточном побережье Балтийского моря. По объёму грузооборота является вторым по величине в  Латвии и одним из крупнейших в Балтийском море. Не замерзает круглый год.

## Характеристики
Общая площадь порта составляет 2623,9 га. Здесь расположены разнообразные предприятия портовой инфраструктуры, торговли и промышленности. 
На портовых терминалах обрабатываются нефтепродукты, сырая нефть, жидкие химические продукты, уголь, металл, минералы, лесоматериалы, зерно, концентраты соков, контейнеры и прочие грузы.
После углубления акватории порта до 17,5 м в районе терминалов жидких грузов можно  обслуживать суда типа «Афрамакс» дедвейтом до 150 000 тонн. У терминалов навалочных и генеральных грузов максимальная глубина 15,5 м, что позволяет обслуживать суда типа «Панамакс» дедвейтом до 75 000 тонн.

### СЭЗ
С 1997 года здесь действует специальная экономическая зона (СЭЗ), что даёт возможность предприятиям получить существенные налоговые льготы и создаёт благоприятные условия для инвестиций.
В исследовании «Глобальные свободные зоны будущего 2010/11» (англ. Global Free Zones of the Future 2010/11), опубликованном в британской газете Financial Times, Вентспилсский Свободный порт занял пятое место среди наиболее перспективных свободных зон, а также как лучшая портовая свободная зона 2010/11 года. Исследование показало, что в Вентспилсском порту созданы одни из лучших в мире условий для развития предприятий.
Согласно результатам опубликованного в Financial Times исследования «Глобальные свободные зоны будущего 2012/13», Вентспилсский свободный порт занял седьмое место среди самых перспективных специальных экономических зон в мире, а также занял второе место среди портов. Среди специальных экономических зон Европы это была самая высокая оценка.

## История

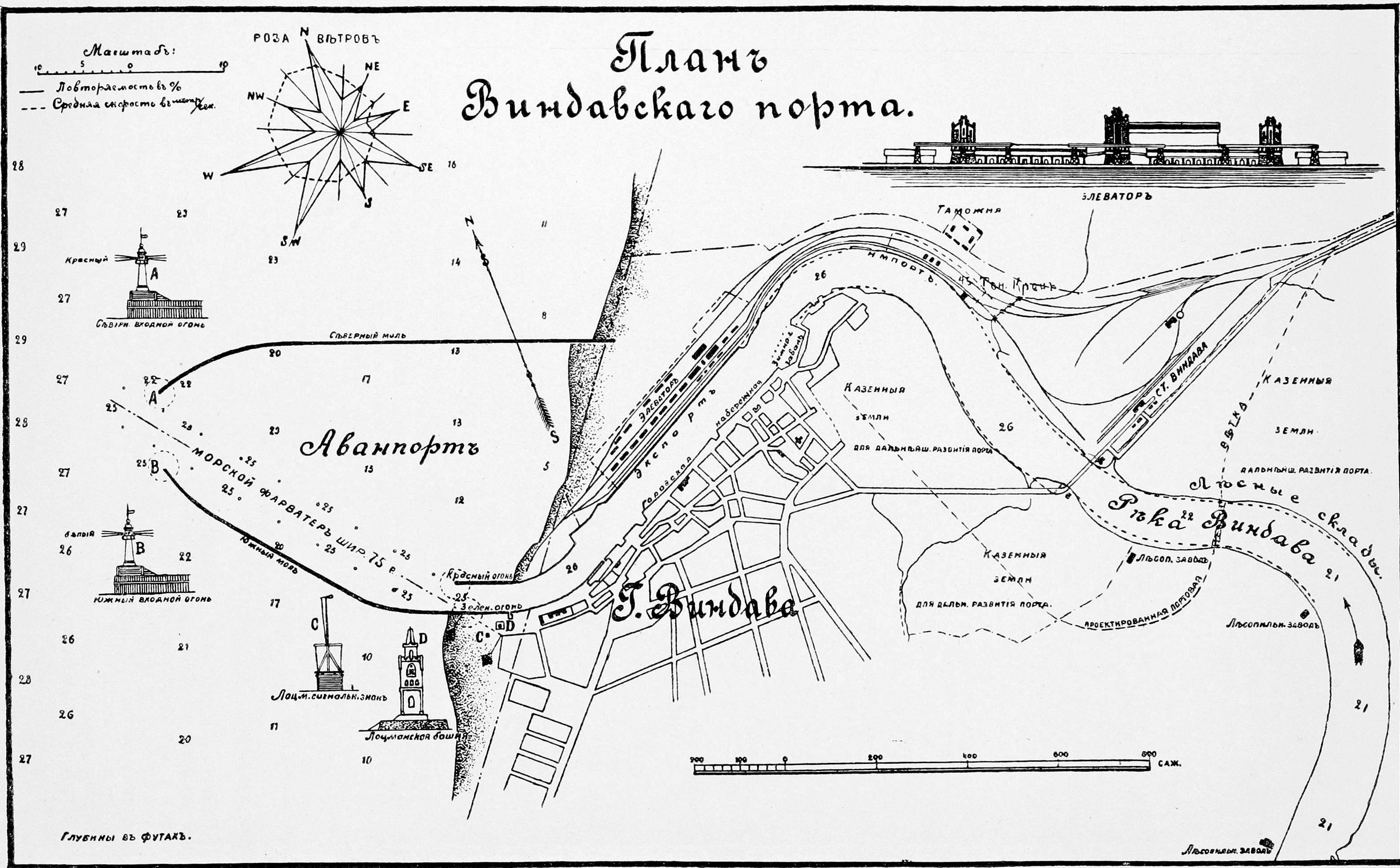
План из статьи «Виндава»
(«Военная энциклопедия Сытина»)

Впервые Вентспилсский порт упомянут в исторических документах в 1263 году, когда тевтонцы возвели крепость у устья реки Венты и построили примитивный причал для торговых судов. Виндава входила в Ганзейский торговый союз. 
Свой первый расцвет Виндава пережила в XVII веке, когда под руководством герцога Якоба были построены на верфях и проданы в Европе более 135 кораблей.
Следующий расцвет город пережил в конце XIX века в составе Российской империи, когда первым из балтийских портов был соединён железной дорогой с Москвой и Рыбинском.
В период СССР Вентспилс был соединён нефтепроводами с нефтедобывающими областями на территории РСФСР и действовал как центр перегрузки нефтепродуктов. Кроме того, в Вентспилсском порту был построен Припортовый завод -- один из крупнейших перевалочных терминалов жидких химических веществ и аммиака, а затем и калийной соли. В 1960-е годы Вентспилс стал важным транзитным центром и крупнейшей экспортной базой нефти нефтепродуктов.
В 1998 году было завершено углубление акватории порта до 17,5 м в районе терминалов жидких грузов, что позволило обслуживать суда типа «Афрамакс» дедвейтом до 150 000 тонн. 
С 2000 года порт активно участвует в развитии контейнерного и паромного сообщения. 
Порт являлся, до конца 2010-х, одним из центров перевозок между Европой и Россией.
В середине 2000-х годов Россия переориентировала грузовой поток на использование своих национальных балтийских портов, что фактически поставило под сомнение перспективы Вентспилсского порта.
9 декабря 2019 года OFAC – Американское бюро по контролю зарубежных активов – объявило санкции против мэра Вентспилса и председателя правления Вентспилсского свободного порта Айвара Лемберга. После этого правительство начало перенимать порт под свой контроль, создав государственное акционерное общество Ventas osta. В результате санкций пострадали многие терминалы порта, упали доходы управления порта, отвечавшего за развитие инфраструктуры.
В мае 2020 года министр сообщения Латвии Талис Линкайтс сообщил, что в текущем году три порта республики будут окончательно переданы под контроль государства: преобразования коснутся Вентспилсского свободного порта, а затем Рижского свободного порта и Лиепайской специальной экономической зоны.. При этом, в первом полугодии 2020 года грузооборот Вентспилсского порта упал на 41 %.

## Инфраструктура

### Паромное сообщение
Вентспилс имел 2 регулярные паромныe линии  – в Швецию (Нюнесхамн) и Германию (Травемюнде, 2 раза в неделю). Наиболее эффективной оказалась линия до Нюнесхамна, время парома в пути составляет только 8,5 часов и это кратчайшее время от восточного берега Балтики до Скандинавии. В 2020 году паромный оператор Stena Line выполнял 24 рейса в неделю по этому маршруту.

### Трубопроводная система
Вентспилс, месторождения и транспортные маршруты российской нефти соединены двумя трубопроводами:
- нефтяной трубопровод (Полоцк — Вентспилс, 517 км, 4 насосные станции в белорусском Полоцке, латвийской Скрудалиене, литовском Биржае и латвийской Джуксте) мощностью 16 млн т/год. Остановлен в 2002 году[11]. В 2020 году, в связи с инициативой Белоруссии о закупке нефти на мировом рынке, оценивалась возможность использования трубы для импорта сырья объёмом до 6 миллионов тонн нефти в год. Стоимость подключения трубопровода была оценена в 100—120 миллионов долларов[11].
- нефтепродуктопровод (Полоцк — Вентспилс) мощностью 6 млн т/год.

Oбслуживание трубопроводов осуществляет латвийско-российское совместное предприятие «ЛатРосТранс».

### Автодорожная сеть
Вентспилс связан автодорогой A10 со столицей страны Ригой, находящейся в 189 км. Двухполосное шоссе европейской сети E22 (Великобритания — Нидерланды — Германия — Швеция (Норрчёпинг) — Вентспилс — Москва) обеспечивает доставку грузов в Россию и страны СНГ.

### Железная дорога
Западно-восточный железнодорожный коридор, ведущий в Вентспилс, до середины 2000-х годов являлся наиболее загруженным в Европе. Ежегодно по этому маршруту перевозилось около 20 миллионов тонн разных грузов. Компания LDz реализовала проект по увеличению его пропускной способности до 34 миллионов тонн.

### Терминалы

#### Жидкие грузы
Район жидких грузов имеет 9 причалов с глубиной от 11,5 до 17,5 м. У этих причалов возможно принять суда типа «Афрамакс» дедвейтом до 150 000 тонн.
ООО «„Вентспилс Нафта“ терминалс» управляет одним из крупнейших в регионе Балтийского моря терминалом по перевалке сырой нефти и нефтепродуктов. Пропускная способность терминала 29 миллионов тонн в год, общий объём резервуарного парка составляет 1 195 000 м3.
АО «Вентбункерс» перегружает светлые и тёмные нефтепродукты, а также предлагает экспедиторские услуги, сбор и очистку сточных/балластных вод. Объём резервуарного парка достигает 275 000 м3, пропускная способность — 10 миллионов тонн в год.
АО «Вентамоньякс» управляет крупнейшим терминалом на Балтийском море, осуществляющим хранение и перевалку жидкого аммиака и других жидких химических продуктов. Общая вместимость для единовременного хранения грузов составляет 54 000 тонн. Максимальный объём перевалки аммиака достигал 1 350 000 тонн в год.
ООО «Венталл терминалс» занимается перегрузкой нефтепродуктов. Общий объём единовременного накопления достигает от 67 000 тонн до 80 000 тонн, в зависимости от хранимого продукта. Общая перевалочная мощность комплекса составляет 1 500 000 тонн в год.

#### Навалочные грузы
АО «Вентспилсский Торговый порт» специализируется на перевалке разных генеральных и навалочных грузов. На причалах терминала обслуживаются следующие грузы: металлы, уголь, ферросплавы, зерно, сахар-сырец и.т.д. Пропускная способность терминала — 5,5 миллиона тонн в год, площадь открытых складов 160 000 м2, крытых складов — 75 000 м2.
АО «Калия паркс» управляет крупнейшим в Европе терминалом по перевалке минеральных удобрений. Складские мощности достигают 120 000 тонн, а пропускная способность терминала — 7,5 миллиона тонн в год.
ООО «Ноорд Нати Вентспилс Терминал» управляет современным многоцелевым контейнерным/Ro-Pax терминалом. Мощность терминала достигает 150 000 контейнерных единиц в год, площадь складов — 5200 м2 крытых и 120 000 м2 открытых.
ООО «Вентплац» занимается перевалкой и хранением лесоматериалов. Мощность терминала — 1 миллион тонн в год.
ООО «Вентспилсский Зерновой терминал» занимается перевалкой и хранением зерновых грузов. Терминал приспособлен к хранению 130 000 тонн зерна одновременно. У причала терминала возможно загрузка судов типа «Панамакс» (грузоподъемность 75 000 DWT) со скоростью 1500 тонн в час. Общая пропускная мощность терминала — 2,5 миллиона тонн в год.
Также Вентспилский порт принимает марганцевую руду из ЮАР , которая отправляется на металлургические заводы России.

## Деятельность
Регулярные контейнерные перевозки из Вентспилса в Великобританию обеспечивает Geest North Sea Line. Благодаря компании Scandlines порт стал одним из центров паромных перевозок между Швецией, Германией и Россией. В октябре 2012 года линии Scandlines переняла паромная компания Stena Line.
За первый квартал (январь-апрель) 2020 года грузооборот Вентспилсского порта сократился на рекордные 41 % (порта Лиепаи — почти на 23 %, Рижского порта — на 24 %), это связно с сокращением транзита из России.

### Грузооборот
| Год                 | 2003  | 2004   | 2005   | 2006   | 2007   | 2008   | 2009   | 2010   | 2011   | 2012   | 2013   | 2014   | 2015   | 2016   | 2017   | 2018   | 2019   | 2020   | 2021   | 2022   |
| ------------------- | ----- | ------ | ------ | ------ | ------ | ------ | ------ | ------ | ------ | ------ | ------ | ------ | ------ | ------ | ------ | ------ | ------ | ------ | ------ | ------ |
| Грузооборот, млн. т | 27,16 | ▲27,81 | ▲29,86 | ▼29,10 | ▲31,04 | ▼28,57 | ▼26,40 | ▼24,82 | ▲28,45 | ▲30,35 | ▼28,77 | ▼26,21 | ▼22,53 | ▼18,82 | ▲20,00 | ▲20,30 | ▲20,50 | ▼12,89 | ▼11,08 | ▲14,80 |